# Sint-Josephkerk (Tegelen)
De Sint-Josephkerk is een verdwenen kerkgebouw in de wijk Sint Josephparochie in het stadsdeel Tegelen van de Nederlandse gemeente Venlo. 
Het gebouw was een zogeheten zaalkerk met een noordelijke toren. De eenbeukige niet-georiënteerde kerk had een zijbeuk, die visueel was afgescheiden van de zaal door kolommen die qua grootte uit de Bossche school komen.

## Geschiedenis
Plannen voor een nieuwe parochie in Tegelen dateerden al uit 1938, maar de Tweede Wereldoorlog zorgde ervoor dat deze plannen moesten worden uitgesteld. De parochie werd uiteindelijk in 1949 alsnog opgericht. In 1950 werd een tijdelijk gebedsgebouw opgericht. Dit was parochiehuis 't Zaelke, dat tot 1957 in gebruik was als noodkerk. Het duurde zes jaar voordat het ontwerp en de plannen voor de Sint-Josephkerk werden goedgekeurd. Op 7 december 1957 werd de nieuwe kerk uiteindelijk ingewijd en in gebruik genomen. De stichting Passiespelen Tegelen schonk de nieuwe parochie een luidklok.
De kerk werd gaandeweg verfraaid met het nodige marmer voor het altaar en vanaf 1960 werden de ramen voorzien van glas in beton door Daan Wildschut. De pastorie werd in 1962 voltooid. In 1964 werden de pilaren tussen schip en zijbeuk bekleed met grijsverglaasde tegels en in 1966 werden de houten deuren vervangen door aluminium deuren. In 1978 werden de oorspronkelijk witte muren groen-grijs geverfd en in 1986 werd het priesterkoor heringericht volgens de ideeën van Dom Hans van der Laan. Daarna volgden nog tal van aanpassingen. In 2000 werd besloten het doopvont te verplaatsen. Deze stond aanvankelijk in de doopkapel onder de toren, maar deze ruimte werd te klein bevonden.
De kerk werd in 2009 gesloten vanwege gestaag dalende bezoekersaantallen en veel achterstallig onderhoud. De laatste pontificale hoogmis werd gehouden op 19 maart 2009, in aanwezigheid van bisschop Frans Wiertz. De kerk werd hierna aan de eredienst onttrokken. 
Diverse onderdelen, waaronder een deel van de marmeren tegelvloer, kregen een nieuw thuis in de Sint-Barbarakapel in Offenbeek. In april 2022 haalden vrijwilligers de 350 kilo zware klok uit de toren en in mei van datzelfde jaar werd het kerkgebouw gesloopt, waarna er plannen werden gemaakt om op de betreffende locatie zorgwoningen te bouwen.